# 依田伸隆
依田 伸隆（よだ のぶたか、1977年9月19日 - ）は、日本の映像ディレクター（アニメーション監督）、ソングライター。株式会社10GAUGE代表。血液型はA型。アニメ作品の予告編やオープニング・エンディング映像、ミュージック・ビデオを多く手がける。

## 人物
東京都出身。当時大学生の1999年、松木大祐とともに映像ユニット"10GAUGE"を結成。松木は当初ゴンゾロッソに就職し、依田がその仕事を手伝うという形で作業していたが、外注が取れるようになったため2007年に会社化した。2014年のタムラコータロー監督『ノラガミ』、2016年の五十嵐卓哉監督『文豪ストレイドッグス』などのボンズ作品が転機となり、アニメの監督・スタッフと深くやり取りしながら制作に携わるようになったという。
ソングライターとしても活動し、PVではBGMをも制作することがある。『堀さんと宮村くん』や『がんがんがんこちゃん』などでは劇伴も担当している。
川村元気プロデューサーの斡旋で仕事をすることがあり、「打上花火」のMV、『君の名は。』の予告編や、2019年10月にリニューアルされて話題を呼んだ『ドラえもん』のオープニング映像などはそれに当たる。川村は依田のことを「天才」と評している。また文芸評論家の榎本正樹は、依田が制作した『新海誠展 「ほしのこえ」から「君の名は。」まで』のクロージングムービーを称賛し、「映像によって映像を批評する難易度の高いメタ批評」であると評した。

## 映像作品

### テレビアニメ
2012年
- しろくまカフェ - エンディングアニメーション ディレクター[7]

2014年
- キャプテン・アース - プロモーション映像[3]
- DRAMAtical Murder - EDアニメーション（DATA_07 - DATA_10）制作
- トリニティセブン 7人の魔書使い - デザインワークス

2015年
- 終わりのセラフ - PV/CM制作
- 血界戦線 - テロップワーク
- GANGSTA. - PV制作
- おそ松さん - PV制作[3][5]
- ノラガミ ARAGOTO - PV制作[3]
- コンクリート・レボルティオ〜超人幻想〜 - オープニング VJ

2016年
- ノルン+ノネット - デザインワーク、エンディング コンポジット・編集
- 灰と幻想のグリムガル - OPアニメーション テロップモーション
- 僕のヒーローアカデミア（第1期） - PV・CM制作、EDアニメーション（89話 - 101話）絵コンテ・演出
- 文豪ストレイドッグス - PV制作[3]
- コンクリート・レボルティオ〜超人幻想〜THE LAST SONG - オープニング VJ
- 文豪ストレイドッグス（第2期） - オープニングアニメーション ディレクター[3]
- 亜人 - エンディング制作
- 双星の陰陽師 - モーショングラフィックス協力
- D.Gray-man HALLOW - PV・CM制作
- モブサイコ100 - PV・アイキャッチ制作、オープニング モーショングラフィックス[5][8]
- DRIFTERS - Special thanks
- おそ松さん おうまでこばなし - PV制作

2017年
- がんがんがんこちゃん - 監督、音楽
- 王室教師ハイネ - PV制作
- 正解するカド - PV制作[2]
- 潔癖男子!青山くん - PV制作
- メイドインアビス - オープニング タイトルワーク・タイポグラフィ
- ひとりじめマイヒーロー - PV制作
- ゲーマーズ! - エンディング（9話、10話）ディレクター
- おそ松さん（第2期） - オープニングアニメーション（1話 - 12話）ディレクション、同（14話 - 17話、19話 - 25話）モーショングラフィックス
- Just Because! - エンディング制作
- 血界戦線 & BEYOND - テロップワーク[3]
- 3月のライオン（第2シリーズ） - オープニングアニメーション（第34話 - 第44話）絵コンテ・演出

2018年
- Fate/EXTRA Last Encore - エンディングアニメーション 撮影
- こみっくがーるず - 次回予告制作
- ゴールデンカムイ（第一期） - オープニングアニメーション ディレクター・オープニング制作
- モブサイコ100 REIGEN ～知られざる奇跡の霊能力者～ - 編集／VFX、オープニング モーショングラフィックス
- ひそねとまそたん - PV・アイキャッチ・予告制作
- 深夜!天才バカボン - PV制作
- 天狼 Sirius the Jaeger - サブタイトル／アイキャッチ／PV／OP制作、ED（一話）ディレクター
- 進撃の巨人 Season 3 - オープニングアニメーション VFX・プロップデザイン
- とある魔術の禁書目録III - 宣伝協力
- 色づく世界の明日から - OPアニメーション ディレクター
- からくりサーカス - OPアニメーション、EDアニメーション（第1幕 - 第12幕）制作

2019年
- モブサイコ100 Ⅱ - PV制作・オープニング モーショングラフィックス[9]
- Fairy gone フェアリーゴーン - オープニングアニメーション クレジットデザイン
- キャロル&チューズデイ - オープニングアニメーション クレジットデザイン
- 文豪ストレイドッグス（第3期）- オープニングアニメーション ディレクター
- Dr.STONE - オープニングディレクター・絵コンテ
- 荒ぶる季節の乙女どもよ。 - オープニングアニメーション ディレクター・絵コンテ
- ロード・エルメロイII世の事件簿 -魔眼蒐集列車 Grace note- - オープニングアニメーション ディレクター
- ドラえもん - オープニングアニメーション ディレクター[1][10]
- 戦×恋 - エンディングアニメーション ディレクション・撮影

2020年
- とある科学の超電磁砲T - 宣伝協力
- かくしごと - PV制作、エンディングアニメーション ディレクター・絵コンテ
- フルーツバスケット 2nd season - オープニングアニメーション（第14話 - ）ディレクター・絵コンテ
- GREAT PRETENDER - PV制作
- アサルトリリィ BOUQUET - オープニングアニメーション モーショングラフィックス
- 魔女の旅々 - オープニングアニメーション 絵コンテ・演出、エンディングアニメーション ディレクター・絵コンテ
- 神様になった日 - オープニングアニメーション OPディレクター・画コンテ・VFX
- 体操ザムライ - オープニングアニメーション 絵コンテ・演出

2021年
- SK∞ エスケーエイト - 演出・編集（9.5話）
- Dr.STONE Stone Wars - オープニングアニメーション 絵コンテ・ディレクター
- ゴジラ S.P ＜シンギュラポイント＞ - オープニングディレクター
- 白い砂のアクアトープ - PV制作、OPディレクター・画コンテ、EDディレクター
- Sonny Boy - PV制作
- 王様ランキング - PV制作
- ルパン三世 PART6 - オープニングアニメーション ディレクター・絵コンテ

2022年
- 平家物語 - PV制作
- SPY×FAMILY - プロモーション映像制作
- Dr.STONE 龍水 - オープニングアニメーション 絵コンテ・ディレクター
- 僕のヒーローアカデミア（第6期） - PV制作
- 機動戦士ガンダム 水星の魔女 - スペシャルオープニング映像 監督・絵コンテ、オープニングアニメーション 監督・絵コンテ
- ゴールデンカムイ（第四期） - オープニングアニメーション ディレクター
- モブサイコ100 Ⅲ - PV制作・オープニング 絵コンテ
- うる星やつら - PV制作

2023年
- 僕の心のヤバイやつ - プロモーション映像
- るろうに剣心 -明治剣客浪漫譚- - PV制作
- 葬送のフリーレン - PV制作
- 柚木さんちの四兄弟。 - プロモーション映像
- SPY×FAMILY Season 2 - プロモーション映像制作

2024年
- メタリックルージュ - PV予告編制作
- ぶっちぎり?! - プロモーション映像制作
- 僕のヒーローアカデミア Memories - 構成・絵コンテ・ビジュアルエフェクト、PV・CM制作
- 夜桜さんちの大作戦 - PV制作
- 怪獣8号 - PV制作
- 僕のヒーローアカデミア（第7期） - PV・CM制作
- かつて魔法少女と悪は敵対していた。 - PV制作

### 劇場アニメ
- 劇場版 プリティーリズム・オールスターセレクション プリズムショー☆ベストテン（2014年） - 総合演出
- 楽園追放 -Expelled from Paradise-（2014年） - タイトルモーション・予告制作[2]
- とびだすプリパラ み〜んなでめざせ！ アイドル☆グランプリ（2015年） - 監督
- 君の名は。（2016年） - 予告編ディレクター[1][5][10]
- ゼーガペインADP（2016年） - 予告編制作
- 劇場版 トリニティセブン -悠久図書館と錬金術少女-（2017年） - アバン&エンディングムービー制作
- 打ち上げ花火、 下から見るか？横から見るか？（2017年） - オープニング協力・予告編ディレクター[1]
- コードギアス 反逆のルルーシュ I 興道（2017年） - 特報・予告
- 劇場版 はいからさんが通る 前編 〜紅緒、花の17歳〜（2017年） - 予告編制作
- コードギアス 反逆のルルーシュ II 叛道（2018年） - 特報・予告
- さよならの朝に約束の花をかざろう（2018年） - 予告編ディレクター
- 映画ドラえもん のび太の宝島（2018年） - 予告篇演出[1][5]
- 文豪ストレイドッグス DEAD APPLE（2018年） - オープニングディレクター、予告編制作
- コードギアス 反逆のルルーシュ III 皇道（2018年） - 特報・予告
- 劇場版 プリパラ＆キラッとプリ☆チャン ～きらきらメモリアルライブ～（2018年） - 監督[5]
- Under the Dog（2018年） - PVディレクション
- ペンギン・ハイウェイ（2018年） - 予告演出
- 劇場版 ダンジョンに出会いを求めるのは間違っているだろうか -オリオンの矢-（2019年） - 予告編制作
- 映画ドラえもん のび太の月面探査記（2019年） - 予告篇演出[5]
- 劇場版 トリニティセブン -天空図書館と真紅の魔王-（2019年） - 予告編・メインタイトルムービー
- 天気の子（2019年） - 予告編ディレクター[10]
- 空の青さを知る人よ（2019年） - 予告編ディレクター
- ぼくらの7日間戦争（2019年） - 予告編
- 僕のヒーローアカデミア THE MOVIE ヒーローズ:ライジング（2019年） - アバンタイトルムービー
- 映画ドラえもん のび太の新恐竜（2020年） - パート編集協力
- 思い、思われ、ふり、ふられ（2020年） - 予告篇ディレクター
- ジョゼと虎と魚たち（2020年） - OPクレジット演出・予告編
- 劇場編集版かくしごと ―ひめごとはなんですか―（2021年） - 予告編制作
- Fate/Grand Order -終局特異点 冠位時間神殿ソロモン-（2021年） - エンディングアニメーション ディレクター
- Adam by Eve: A Live in Animation（2022年） - 監督・脚本・編集
- 映画ドラえもん のび太と空の理想郷（2023年） - オープニングアニメーション ディレクター

### OVA
- 堀さんと宮村くん（2012年 - 2015年） - 音楽、音楽プロデューサー
- モブサイコ100 第一回霊とか相談所慰安旅行〜ココロ満たす癒やしの旅〜（2019年） - PV制作

### Webアニメ
- もったいないばあさん（2020年） - 劇中音楽
- ツイヤバ（2023年） - プロモーション映像
- T・Pぼん（2024年） - オープニング・エンディングスタッフ ディレクター・絵コンテ

### ミュージック・ビデオ
- DAOKO×米津玄師「打上花火」（2017年） - 監督[1][10][11]
- Eve「僕らまだアンダーグラウンド」（2019年） - 監督、絵コンテ・編集・2Dワークス[10]
- Eve「君に世界」（2019年） - 監督、絵コンテ・編集
- Juice=Juice「「ひとりで生きられそう」って それってねえ、褒めているの？」（2019年） - 監督
- Eve「心予報」（2020年） - 監督、絵コンテ、TVCM制作[10][12]
- BUMP OF CHICKEN「新世界」（2020年） - 監督
- Eve × suis from ヨルシカ「平行線」（2021年） - 監督
- 大滝詠一「君は天然色」（2021年） - 製作[13]
- YOASOBI「三原色」（2021年） - CM制作
- 銀杏BOYZ「少年少女」（2021年） - ディレクター[14]
- グランサガ×RADWIMPS スペシャルアニメ「摩訶不思議」（2021年） - 監督・絵コンテ・編集
- YOASOBI「祝福」（2022年） - 監督・絵コンテ[15]
- TK from 凛として時雨「first death」（2022年） - Director[16]
- UNISON SQUARE GARDEN「カオスが極まる」ブルーロック Animation MV（2022年） - Director
- milet「Anytime Anywhere」×「葬送のフリーレン」SPECIAL MUSIC VIDEO - ディレクター
- 大滝詠一「ペパーミント・ブルー」（2024年） - 製作[17]

### CM
- ドレッセ横浜十日市場『未来色の風景』（2017年） - 編集
- ロッテ×BUMP OF CHICKEN『ベイビーアイラブユーだぜ』（2018年） - TVCM制作[18]
- 東京アニメアワードフェスティバル 2020（2020年） - 告知映像[19]
- ロッテ×天気の子（2021年） - アニメーションディレクター

### その他映像
- ことばドリル（2014年） - 音楽
- あらうんど四万十 〜カールニカーラン〜（2015年） - 音楽
- シーラカンス！サンシャイン!!（2017年） - 絵コンテ
- Hello WeGo!（文化庁平成30年度 若手アニメーター等人材育成事業「あにめたまご2019」、2019年） - タイトルロゴ
- SUMMER WARS EXPERIENCE PARK in よみうりランド（2020年） - 特別映像[10]
- 大滝詠一『EACH TIME 40th Anniversary Edition』TRAILER（2024年） - 制作[20]
- コロコロコミック555号記念PV テーマソング「巻物語」（2024年） - 監督・絵コンテ
- チンプイ エリさまのグッドラック（2025年） - 監督[21]

## 音楽作品
- コピンクス!（2011年）オープニングテーマ「カリーナノッテ」 - 作曲
- 堀さんと宮村くん（2012年 - 2015年）エンディングテーマ「シロツメクサ」「雨音」「知らない世界」 - 作曲・編曲
- 『SKET DANCE キャラクターソング&オリジナルサウンドトラック サーヤと愉快な音楽集』収録「明日ガール」 - 作詞・作曲・編曲
- いっしょにごはん。PORTABLE（2013年）エンディングテーマ「木漏れ日ループ」 - 作詞・作曲
- 夢みるアドレセンス『純情マリオネット』収録「いつかお姫様が」 - 作曲
- らぁら（茜屋日海夏） with プリズム☆アイドル研究生's「アイドルキンリョク♥Lesson GO!」 - 作曲・編曲
- 黄木あじみ（上田麗奈）「パニックラビリンス」 - 作曲・編曲
- SUPER☆GiRLS『恋☆煌メケーション!!!』収録「ひかりの季節」 - 作曲
- 宮本佳林『Spancall』収録「ポラリス・コンパス」 - 作曲

## その他
- 新千歳空港国際アニメーション映画祭 ミュージックアニメーションコンペティション（2020年） - 特別審査員[22]